# Arumecla aruma
Espèce
Arumecla aruma est une espèce d'insectes lépidoptères de la famille des Lycaenidae, sous-famille des Theclinae et du genre Arumecla.

## Dénomination
Arumecla aruma a été décrit par William Chapman Hewitson en 1877, sous le nom initial de Thecla aruma.
Synonyme: Thecla dubiosa Lathy, 1936; Gigantorubra divergens Austin & Johnson, 1997.

### Noms vernaculaires
Arumecla aruma se nomme Aruma Groundstreak en anglais.

## Description
Arumecla aruma est un petit papillon d'une envergure d'environ 27 mm qui possède à chaque aile postérieure une queue longue et fine.
La femelle est grise sur le dessus, beige avec une ligne postdiscale et plusieurs gros ocelles orange submarginaux sur le revers.

## Écologie et distribution
Arumecla aruma est présent  en Équateur, au Pérou, au Brésil, au Surinam, en Guyana et en Guyane,,,.

### Protection
Pas de statut de protection particulier.